# كوينسي أووسو-أبيي
كوينسي جايمس أووسو أبيي (بالهولندية: Quincy Owusu-Abeyie)‏، من مواليد 15 ابريل 1986 في أمستردام في هولندا، لاعب كرة قدم غاني.
بدأ مسيرته الكروية مع نادي آرسنال الإنجليزي في عام 2002، ولعب معهم حتى عام 2006، وشارك معهم في 5 مباريات وسجل هدف واحد، وفي موسم 2006/2007 لعب مع نادي سبارتاك موسكو الروسي، ولعب معهم 21 مباراة وسجل هدف واحد، وفي عام 2007 وهو يلعب مع نادي سيلتا فيغو الإسباني.وفي عام 2010 وقع لنادي السد القطري
و هو يلعب مع منتخب غانا لكرة القدم منذ عام 2007.

## مسيرته الكروية
لعب كوينسي أووسو-أبيي خلال مسيرته الاحترافية مع 10 أندية في خمسة عشر موسمًا وسجل خلالها 15 هدفًا ضمن 171 مباراة. حيث فاز في موسمين بالكأس ولم يفز بأي دوري.
خاض كوينسي أووسو-أبيي مسيرته مع نادي أرسنال في موسم 2004–05 ولمدة موسمين، مشاركًا في 5 مباريات ولم يسجل أي هدف. ثم انتقل إلى نادي سبارتاك موسكو في عامي 2006-2008 في المرة الأولى ولمدة موسمين ثم ما بين عامي 2009 و2010 لمدة موسم واحد، حيث شارك طوالها في 29 مباراة سجل خلالها 3 أهداف. لينتقل بعدها إلى نادي سيلتا فيغو في موسم 2007–08 لمدة موسم واحد، مشاركًا في 21 مباراة سجل خلالها 4 أهداف. ثم انتقل إلى نادي كارديف سيتي في موسم 2008–09 لمدة موسم واحد، مشاركًا في 5 مباريات ولم يسجل أي هدف. هذا وانتقل لاحقًا إلى نادي بورتسموث في موسم 2009–10 لمدة موسم واحد، مشاركًا في 10 مباريات ولم يسجل أي هدف أيضًا. ثم انتقل بعدها إلى نادي مالقا في موسم 2010–11 لمدة موسم واحد، مشاركًا في 25 مباراة سجل خلالها هدفين. ليعود وينتقل من جديد، لكن هذه المرة إلى نادي باناثينايكوس في موسم 2011–12 واستمر معه طيلة ثلاثة مواسم، مشاركًا في 38 مباراة سجل خلالها 4 أهداف. لينتقل بعدها إلى نادي بوافيشتا في موسم 2014–15 لمدة موسم واحد، مشاركًا في 7 مباريات ولم يسجل أي هدف. ثم لعب في نادي إن إي سي نيميخن في موسم 2016–17 لمدة موسم واحد، مشاركًا في 12 مباراة ولم يسجل أي هدف أيضًا.

## روابط خارجية
- كوينسي أووسو-أبيي على موقع الاتحاد الدولي (مؤرشف)  (الإنجليزية)
- كوينسي أووسو-أبيي على موقع الاتحاد الأوربي (الإنجليزية)
- كوينسي أووسو-أبيي على موقع قاعدة بيانات كرة القدم.إي يو (الإنجليزية)
- كوينسي أووسو-أبيي على موقع ناشيونال فوتبول تيمز (الإنجليزية)
- كوينسي أووسو-أبيي على موقع Soccerbase.com (لاعب) (الإنجليزية)
- كوينسي أووسو-أبيي على موقع Soccerway.com (الإنجليزية)
- كوينسي أووسو-أبيي على موقع عالم كرة القدم.نت (الإنجليزية)
- كوينسي أووسو-أبيي على موقع كووورة
- كوينسي أووسو-أبيي على موقع AS.com (الإسبانية)